# Okeechobee megye
Okeechobee megye az Amerikai Egyesült Államokban, azon belül Florida államban található. Megyeszékhelye és legnagyobb városa Okeechobee. Lakosainak száma 39 644 fő (2020. április 1.). Okeechobee megye Indian River, Martin, St. Lucie, Palm Beach, Glades, Hendry, Highlands, Polk és Osceola megyékkel határos.

## Népesség
A megye népességének változása:
| Lakosok száma | 40 039 | 39 548 | 39 396 | 39 330 | 39 469 | 39 644 |
|               | 2010   | 2011   | 2012   | 2013   | 2015   | 2020   |